# はちバス
はちバスは、東京都八王子市が運行するコミュニティバス。正式名称は「八王子市地域循環バス」で「はちバス」は愛称。八王子市では、八王子市地域循環バス「はちバス」と公称している。
2003年（平成15年）3月21日運行開始。同日より最初の「北西部コース」が開業し、現在は4つのルートが運行されている。全ルートで西東京バス楢原営業所に運行を委託している。

## 概要
高齢者や障害者、妊婦など交通弱者の外出支援を目的として、八王子が主体となって市内の交通空白地帯を中心に「市民の気軽な足」となる公共輸送システムとして運行している。
八王子市内には、戦前から高尾自動車（現在の西東京バス）や京王電気軌道のバス路線（現在の京王電鉄バス八王子営業所）があり、古くからバス路線網が発達してきた。戦後も西東京バスや京王帝都（→京王電鉄→京王電鉄バス）が多くのバス路線を運行してきた。しかし近年はバス路線の再編により減便や路線廃止が進み、また広大な面積を持つ八王子市では路線バスが市内全域をカバーするのは難しく、一般路線バスが入れない狭隘路などに交通空白地帯が存在していた。市内でも高齢化が進展し交通弱者対策としての公共交通が新たに求められたため、八王子市は市内の交通空白地帯にコミュニティバスの運行を決定した。
運行準備の過程で、八王子市は地域循環バスの愛称とシンボルマークを市報『広報はちおうじ』2003年1月15日号で公募。愛称151通、シンボルマーク76通の応募の中から、愛称は「はちバス」に、シンボルマークは蜂のイラストに決定したことが『広報はちおうじ』2003年3月1日号で発表された。いずれも市内在住の女性の作品である。愛称とシンボルマークは地域循環バスの車両や専用バス停留所などに使用される。
京王線北野駅など、東部ルート周辺の既存バス路線は京王バス南大沢営業所の営業エリアであるが、はちバスでは全路線を一括して西東京バス楢原営業所に運行委託し、専用車両や乗務員などの管理を一元化している。
運行経費の一部を八王子市が補助しているため、車体に沿線企業や病院などのラッピング広告を掲載し、運行経費の圧縮を図っている。

### 八王子市中心市街地循環バス実証運行
2011年12月10日から2012年1月9日まで、八王子駅周辺コースの設置検討に向けて「中心市街地循環バス」として実証運行が行われた。運行委託先事業者は西東京バスではなく、京王バス南・南大沢営業所（当時）であった。この実証実験運行の結果、八王子駅周辺コースは実現に至らなかった。
なお、2021年9月21日から西東京バス楢原営業所の一般路線として「八王子市中心市街地循環バス」の実証運行が開始された。同社プレスリリースによれば、新型コロナウイルス感染症の影響によりバス利用者が減少する中で「新たなる挑戦として新路線を開設」したもので、同社の一般路線としては9年ぶりの新路線開設となる。

## 沿革
- 2003年（平成15年）3月21日 - はちバス開業。北西部コースを運行開始[2][3]。
- 2004年（平成16年）
  - 3月1日 - 東部コースを運行開始[11][3]。
  - 3月24日 - はちバス運行開始1周年を迎える[12]。
- 2009年（平成）
  - 11月25日 - 運行開始から7年目で累計乗客数100万人を達成[13]。
  - 12月7日 - 新型車両を導入。2003年開業時の初代車両を現行車両に代替。
- 2011年（平成23年）
  - 1月27日
    - 西南部コースを運行開始[14][3]。
    - 北西部コースで経路変更、東京天使病院、清川団地、北八王子駅方面へそれぞれ延伸し乗り入れ開始[14]。これに伴い北西部コースでダイヤ改正[14]。
    - 全コースで、運賃を100円均一から上限200円の対距離制に変更[14]、PASMO・Suicaが利用可能となる[14]。

  - 12月10日 - 八王子駅周辺コースの設置検討に向け「中心市街地循環バス」実証運行開始（2012年1月9日まで）[8]
- 2013年（平成25年）3月23日 - 交通系ICカード全国相互利用サービスに対応。
- 2015年（平成27年）10月2日 - 運行開始から13年目で累計乗客数200万人を達成[15]。
- 2018年（平成30年）12月15日 - 北西部ルートで経路変更[16]、全コースでダイヤ改正を実施[16]。経路が長く遅延の多かった北西部コースを北部コース・西部コースに分割した[16][17]。

## 運行内容
年中無休で運行されている。
運賃は後払い制である。1ドアの車両を使用しており、ICカードリーダーはドア付近と運賃箱の2箇所に設置されている。交通系ICカードを利用する際は、乗車時にドア付近、降車時には運賃箱と2回カードをタッチする。

### 運賃・乗車券類
2018年（平成30年）11月27日現在。
- 全コースが対距離運賃制。大人（中学生移譲）の初乗り運賃は100円。運賃区分は100円・170円・200円の3段階で、200円が上限となる[3]。
- 小学生は大人運賃の半額（10円未満切り上げ）、未就学児は無料[3]。
- 各種障害者手帳提示により運賃半額となる（10円未満切り上げ）。
  - 身体障害者手帳：第1種手帳の場合は本人と同乗者に割引適用。
  - 療育手帳：本人と同乗者に割引適用。
  - 精神障害者保健福祉手帳：東京都発行の写真付き手帳のみ、本人に割引適用。
- 東京都シルバーパスが利用可能（運賃無料）。
- 運賃支払いには交通系ICカード（PASMO・Suica等）が利用可能。
  - 交通系ICカード全国相互利用サービスに対応。
  - バス利用特典サービス（バス特）は対象外。IC運賃の設定なし。
- 西東京バスの回数券回数券が利用可能[3]。西東京バスの金額式IC定期券は利用できない[18]。

#### 運賃制度の変遷
2003年3月21日の開業時は、大人・小人ともに全線100円均一運賃であった。未就学児は無料。東京都シルバーパスは当初から利用できる。バス共通カードは利用できなかった。
2011年1月27日の西南部コース運行開始時より、運賃が大人初乗り100円・上限200円の対距離制に改定された。小学生は半額、未就学児は無料。また運賃半額となる障害者割引が導入された。西南部コース運行開始に伴い新型車両が導入され運賃箱を更新。これにより同日から交通系ICカードに対応しPASMO・Suicaが利用可能となった。また同日より西東京バスの回数券も利用できるようになった。
2013年3月23日からは、交通系ICカード全国相互利用サービスに対応した。

## 現行路線

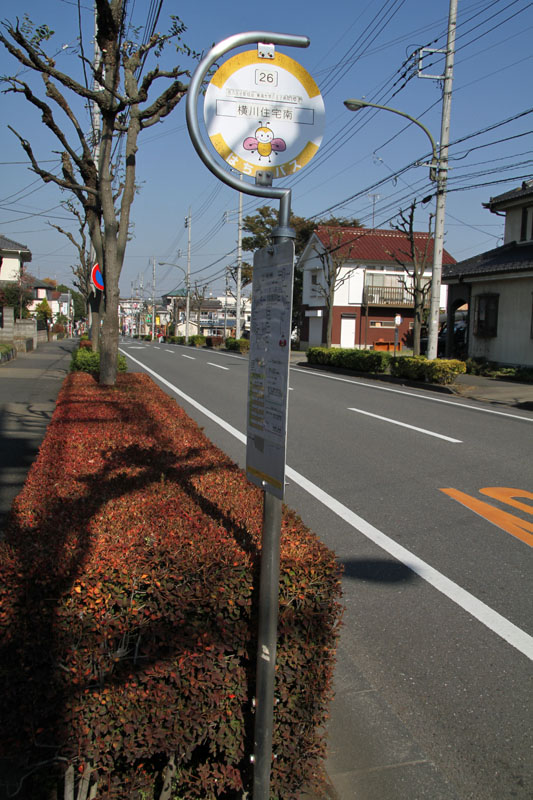
はちバス専用の停留所ポール（横川住宅南）
蜂のシンボルマークが描かれている

以下の4コースが運行されている。

### 北部コース
- 西八王子駅 - 八王子市役所 - 中野市民センター - 道の駅八王子滝山入口 - 北八王子駅 - 東海大学八王子病院

2018年12月15日運行開始。2003年3月21日に開業した北西部コースを再編し、八王子市役所を境に分割した東側の経路。
西八王子駅北口を起点に、八王子市役所・北八王子駅を結び、東海大学八王子病院を終点とする往復路線。
一日に往復各5便運行。所要時間は約1時間、運行間隔は2時間10分。

### 西部コース
- 北の根東（川口町）- 楢原町 - 松枝住宅 - 東京天使病院 - 西八王子駅

2018年12月15日運行開始。2003年3月21日に開業した北西部コースを再編し、八王子市役所を境に分割した西側の経路。
北の根東（川口町）停留所を起点に、楢原町・松枝住宅を結び、西八王子駅を終点とする往復路線。
一日に往復各5便運行。所要時間は約1時間、運行間隔は2時間10分。

### 東部コース
- JR片倉駅 - 片倉台 - 北野駅南口 - 北野駅北口 - あったかホール - 市場前 - 都営長沼団地 - 長沼駅 - ほたる公園 - 日本邸宅団地・NEC団地・日生団地 - ほたる公園（→折り返し）- 片倉駅

2004年3月1日運行開始。はちバスで2番目に運行開始されたコース。
JR横浜線片倉駅を起点に、北野駅・長沼駅を経由して長沼地区の各団地を結び、ほたる公園の先の日生団地付近を巡回した後に折り返して片倉駅へ戻る循環路線。
一日に5便運行。所要時間は約2時間、運行間隔は2時間15分。
なお、京王線長沼駅には京王バス・西東京バスの一般路線が乗り入れておらず、はちバスが唯一のバス路線となっている。

### 西南部コース
- 松子舞自治会館 - 松子舞団地東 - 裏宿 - 共立女子学園南口 - 都営長房北団地 - さくら台団地中央 - 城山手中央 - 陵南公園 - 御陵前 - 高尾駅北口 - 高尾駅南口

2011年1月27日運行開始。はちバスで3番目に運行開始されたコース。
松子舞団地を起点に、長房北団地など市内の団地を結び、甲州街道（国道20号）を経由して、高尾駅北口・南口へ至る往復路線。高尾駅北口のはちバス専用停留所は甲州街道沿いにあり、高尾駅北口ロータリーには乗り入れない。
一日に往復各5便運行。うち高尾駅初の3便は松子舞団地へは乗り入れず、その手前の裏宿止まりとなる。所要時間は約30分（松子舞自治会館 - 高尾駅南口）、運行間隔は1時間20分。また、御陵前バス停留所には高尾駅南口行きのバスのみが停車し、松子舞団地方面のバスは通過する。これは、そもそも松子舞団地方面のバス停が存在しないためである。

## 廃止路線

### 北西部コース
- 北の根東（川口町） - 楢原町 - 松枝住宅 - 東京天使病院 - 西八王子駅- 八王子市役所 - 中野市民センター - 道の駅八王子滝山入口 - 北八王子駅 - 東海大学八王子病院

2003年3月21日運行開始。はちバスで最初に運行開始した路線。
北の根東（川口町）停留所を起点に、西八王子駅・八王子市役所・北八王子駅を結び、東海大学八王子病院を終点とする往復路線。運行開始当初は北八王子駅へは乗り入れていなかったが、2011年1月27日の西南部コース運行開始と同時に北西部コースで経路変更し、東京天使病院、清川団地、北八王子駅方面へそれぞれ延伸して乗り入れ開始した。
運行時刻は9時から19時頃まで、一日5往復を運行。所要時間は約2時間、運行間隔は2時間10分であった。
所要時間が長く遅延が常態化していたため、2018年12月15日の路線再編により、北部コースと西部コースに分割され廃止となった。

## 車両

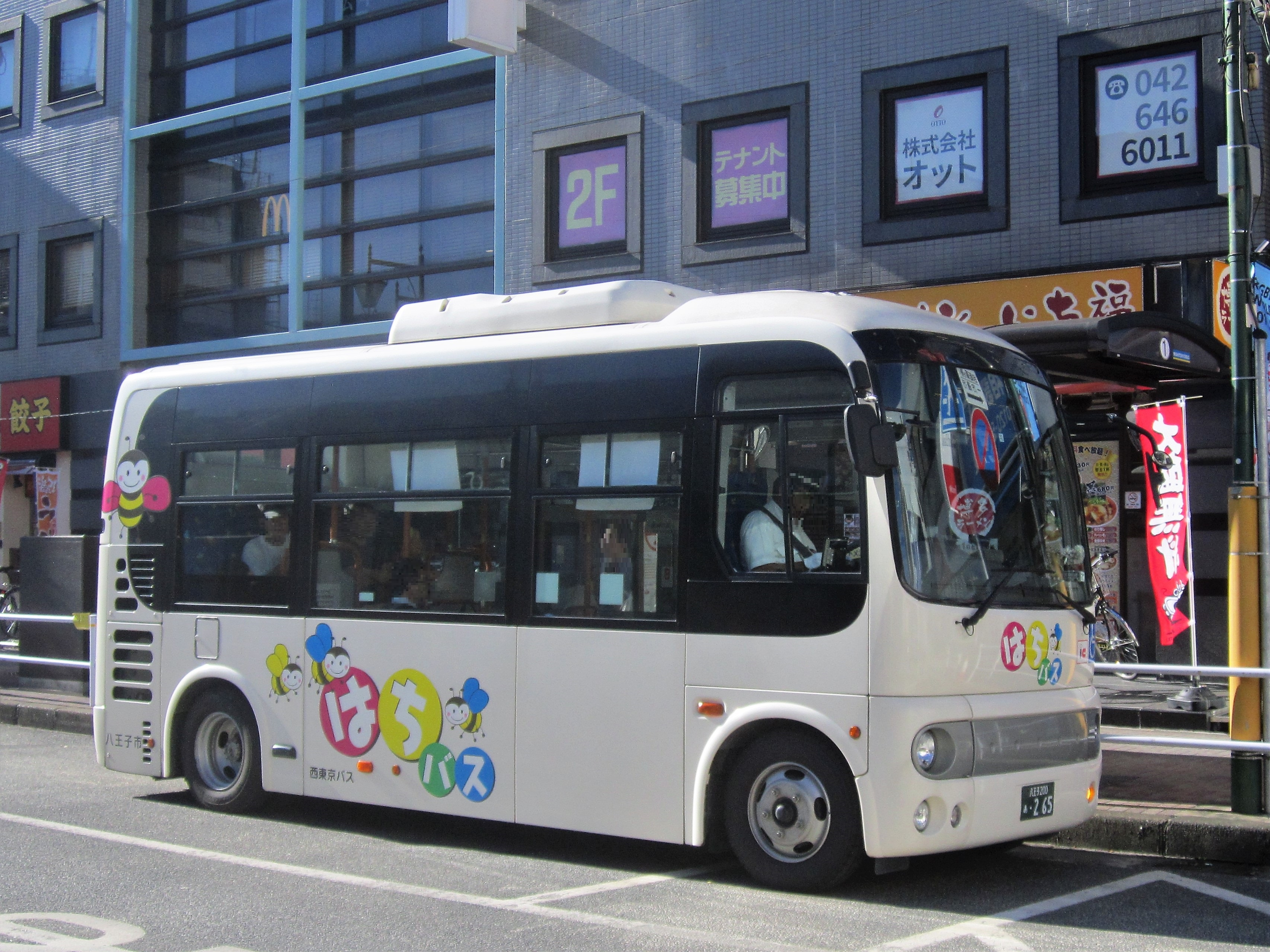
はちバスの現行車両（A20956）
西八王子駅前にて

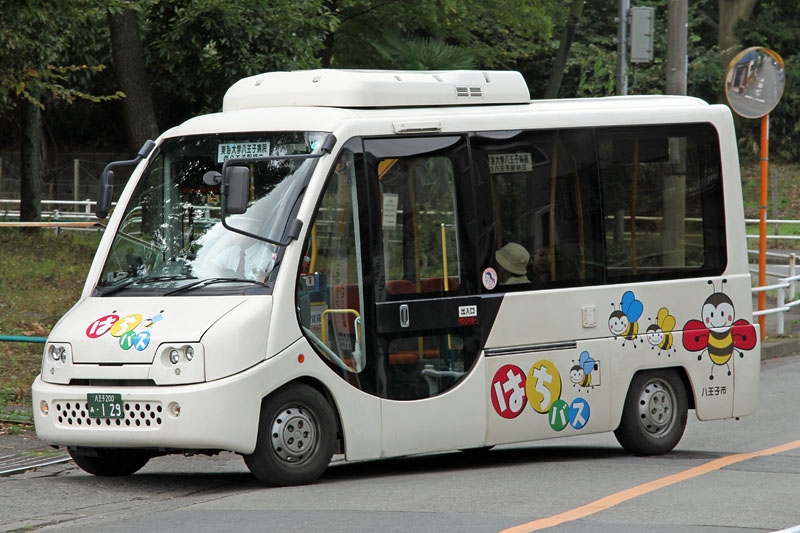
はちバスの初代車両（A204）
松枝住宅にて

白地に「はちバス」のロゴと蜂のシンボルマークをあしらった、専用カラーの小型車で運行される。蜂のシンボルマーク、はちバス専用のバス停留所ポールにも描かれている。

### 現行車両
- 日野・ポンチョ（HX系）ショートボディ[25]。
  - 2009年に3台導入（A20955～20957）[13][26]、同年12月7日より運行開始[25]。これにより、2003年の開業時導入の初代ポンチョ3台が代替された[13]。
  - 2010年12月、翌月の西南部コース開設を控え、2台追加導入（A21065～21066）[26]。

### 過去の車両
- 日野・ポンチョ（初代）[25]
  - 小型ノンステップバス。車椅子1台乗車可能。定員20名[2]。
  - 2003年、北西部ルートの運行開始時に3台導入（A201～203）[27]。
  - 翌2004年、東部ルートの運行開始時に1台追加導入（A204）[27]。 A204は再整備して2010年まで予備車として使われた。
  - 2代目ポンチョに代替され、全車除籍となっている。

なお、西東京バスで初代ポンチョを導入したのは、はちバスと羽村市コミュニティバス「はむらん」（青梅営業所が担当）のみである。はちバス・はむらんで4台ずつ、合計8台の初代ポンチョを導入したが、2003年から2004年にかけて導入されたはちバス用の4台と、2005年式のはむらん用の4台（TB→B201～204）は、社番の数字部分が同一となっていた。